# MS&AD Insurance
MS&AD Insurance est une entreprise japonaise d'assurance.

## Histoire
En 2001, Mitsui Sumitomo Insurance est formée par la fusion entre Mitsui Marine & Fire Insurance et Sumitomo Marine & Fire Insurance.
En 2010, April Aioi Insurance, Nissay Dowa General Insurance et Mitsui Sumitomo Insurance fusionnent pour former MS&AD Insurance.
En septembre 2015, MS&AD Insurance acquiert pour 5,3 milliards de dollars Amlin, une entreprise britannique d'assurance.
En août 2017, MS&AD annonce l'acquisition de First Capital Insurance, une compagnie d'assurance singapourienne présent en Asie du Sud-Est, pour 1,6 milliard de dollars à Fairfax Financial Holdings.